# حسن پولادی
حسن پولادی، از مشاهیر و دانشمندان قوم هزاره و نویسندهٔ کتاب هزاره‌ها است.

## سرگذشت
از نسل دوم هزاره‌های پاکستان در ۱۹۴۴ میلادی در شهر کویته مرکز ایالت بلوچستان پاکستان به دنیا آمد. تحصیلات ابتدایی آنجا و دیپلم‌اش را در مدرسهٔ یزدان‌خان و لیسانس خود را در مرکز علمی پاکستان در رشتهٔ علوم طبیعی کسب کرد. سپس به خارج کشور مهاجرت کرد و از دانشگاه شهر مانیل، فیلیپین رتبهٔ استادی را بدست آورد. وی به زبان‌های انگلیسی، اردو، آلمانی، فرانسه‌ای و عربی تسلط کامل داشت و عضو هیئت علمی پژوهشی دانشگاه بلوچستان بود و با بورسیهٔ تحقیقی برای تحقیق در مورد موضوعات مورد علاقه‌اش به‌خصوص سرگذشت مردم هزاره به آمریکا رفت در سال ۱۹۷۵ میلادی مدرک کارشناسی ارشد خود را از دانشگاه کرنل، شهر نیویورک دریافت نمود. او سفرهای متعددی به اروپا، آسیا و شمال کالیفرنیا کرد سرانجام در ۱۹۸۹ میلادی در کالیفرنیا کتاب «هزاره‌ها» را به زبان انگلیسی تألیف کرد. این کتاب ارزشمند مشتمل بر دوازده فصل است که از سوی علی عالمی کرمانی در ۱۳۷۷ به فارسی برگردانده شده‌است. سرانجام این دانشمند پرکار در ۹ اکتبر ۱۹۸۹ میلادی در اثر بیماری در گذشت.